# Пятницкий, Осип Аронович
Ио́сиф (О́сип) Аро́нович Пя́тницкий (наст. имя — Иосель Орионов (Ориолович) Таршис; 17 [29] января 1882, Ковенская губерния (Литва) — 29 июля 1938) — российский революционер, «старый большевик», советский политический и партийный, видный деятель Коминтерна. В последнем работал на ключевых должностях до 1935 года. В 1935—1937 годах заведующий административно-политическим отделом ЦК ВКП(б). В июле 1937 г. арестован, в 1938 г. расстрелян.
Кандидат в члены ЦК РКП(б) (1920—1921). Член Центральной контрольной комиссии ВКП(б) (1924—1927). Член ЦК ВКП(б) (1927—1937). Член Президиума ИККИ (1928—1935, кандидат с 1924?6), секретарь ИККИ (1923—1935). Член ЦИК СССР.

## Биография

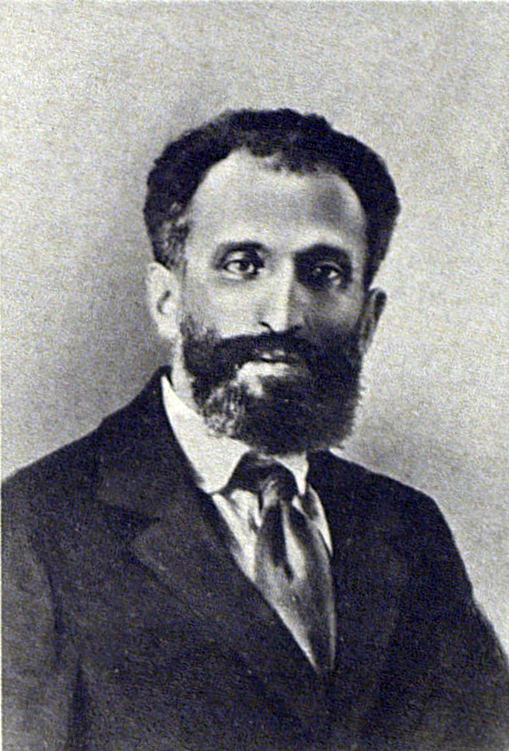
Осип Аронович Пятницкий

Мемориальная доска О. А. Пятницкому в Москве по адресу Тверской бульвар, 9

Согласно воспоминаниям Ц. С. Зеликсон-Бобровской: в Берлине Пятницкий жил по немецкому паспорту и назывался Фрейтаг, что по-русски — пятница, отсюда его дальнейшая фамилия Пятницкий.
Родился в бедной еврейской семье ремесленника в уездном городке Вилькомир Ковенской губернии (ныне Укмерге, Литва), было три старших брата и три сестры. Самоучкой обучался грамоте. С 13 лет в обучении у портного. В конце 1897 года переехал в Ковно к брату.
В середине 1898 года вступил в революционный кружок и подпольный профсоюз (с этого года ему будет засчитан стаж в РСДРП). Позднее переехал в Вильно, исполнял обязанности секретаря и кассира профсоюза дамских портных. В 1899 и 1900 годах — один из организаторов празднования 1 мая в Вильно (оба раза мероприятие разгонялось полицией).
В 1900 году установил связь с редакцией газеты «Искра» и вскоре стал одним из первых её агентов в России. В течение нескольких лет под руководством Ф. Щеколдина («Повара») занимался организацией сети нелегальной доставки газеты из-за границы.
…мы отправились в Берлин, и мне пришлось опять поехать на границу для расширения связей, так как предстояла отправка большого количества литературы в Россию… На границу я поехал с Носковым и Поваром, он же Дядя (Федор Иванович Щеколдин)— Из воспоминаний Пятницкого А. О.
В начале марта 1902 года впервые арестован жандармами, заключён в Лукьяновскую тюрьму Киева. Здесь под руководством Иосифа Блюменфельда (будущего меньшевика), а также Н. Баумана и М. Литвинова Пятницкий изучал основы марксистской теории. 18 августа в числе 11 искровцев бежал из тюрьмы и выехал за границу. Здесь он опять занялся налаживанием сети поставки нелегальной литературы в Россию с центром в Берлине. В его руках сосредоточились все конспиративные связи на границе и в самой России.
В октябре 1903 года на съезде Заграничной лиги русской революционной социал-демократии в Женеве после долгих колебаний Пятницкий встал на сторону большевиков.
После усиления давления со стороны полиции Германии и Швейцарии Пятницкий вернулся в Россию и поселился в Одессе. Будучи членом Одесского комитета РСДРП (секретарь — С. Гусев), участвовал в организации забастовки и демонстрации 12 октября 1905 года, закончившихся боями рабочих с полицией и казаками. 15 января 1906 года был арестован, но не опознан и через 6 месяцев отпущен, после чего уехал в Москву. Здесь стал руководителем конспиративно-технического аппарата Московского комитета. В 1908 году вновь выехал за границу, участвовал в деятельности Заграничного бюро РСДРП, в 1913 году вернулся в Россию, где в начале 1914 года арестован. В 1914—1917 годах проживал в ссылке в Енисейской губернии. После февральской революции 1917 года вернулся в Москву, стал членом Московского комитета РСДРП(б), боевого партийного центра («партийной пятёрки»), возглавил красногвардейский отряд Московского железнодорожного узла.

### После революции
В дни Октябрьской революции выступил с предложением образовать в Москве «демократическое правительство из состава всех социалистических партий».
В 1918—1919 член Всероссийского исполнительного комитета железнодорожников. С 1918 по 1922 в исполкоме Московского совета рабочих и солдатских депутатов. С 1921 в Исполкоме Коминтерна (ИККИ) и с 1923 по 1935 его секретарь.
В 1935—1937 годах возглавлял административно-политический отдел ЦК ВКП(б). На данном посту оказывал влияние на кадровую политику при назначении советских чиновников. Активно влиял на разрешение конфликтов внутри репрессивных органов. На пленуме ЦК (23—29 июня 1937 года) И. А. Пятницкий выступил против предоставления органам НКВД СССР чрезвычайных полномочий; поддержал Н. Г. Каминского, заявившего на пленуме: «Так мы перестреляем всю партию». 25 июня он был удален с Пленума.
Арестован 27 июля 1937 года. Следствие по его делу вёл А. И. Лангфанг: «Он вел дела почти всех работников Коминтерна, применяя зверские методы. Убил на допросе т. А. Был следователем Кнорина и Бела Куна с момента их ареста, то есть он подготовил их к очным ставкам с Пятницким, которые проводил Ежов в конце июня 1937 года. Ежов до июньского пленума ЦК 1937 года приблизил к себе этого бандита, его руками создал видимость троцкистской организации в Коминтерне; в результате Коминтерн был разгромлен. Ланфанг сидит, следствие идет к концу, его ждет расстрел. С 10 апреля 1938 года до 27 июля 1938 года Ланфанг провел 72 допроса с Пятницким, протоколов не было. Начальник Лефортовской тюрьмы показывает, что за это время Пятницкий подвергся 220 часам допросов с применением физических мер воздействия». После года пыток так и не дал на себя показаний. По другому утверждению — после многочасовых допросов и пыток признался в создании троцкистской организации в партиях Коминтерна и в подготовке покушения на Лазаря Кагановича. Однако согласно БРЭ также: «виновным себя не признал».
28 июля 1938 года приговорён Военной коллегией Верховного суда СССР к высшей мере наказания. Расстрелян 29 июля 1938 года.
Посмертно реабилитирован в январе 1956 года.

## Семья
- Жена — Юлия Иосифовна Соколова-Пятницкая (1898—1940) — инженер, репрессирована в 1938, умерла в лагере, реабилитирована в 1956 году[16]. Дочь священника и внучка помещика, участвовала в первой мировой войне в составе «женского батальона смерти»[1].
- Сын — Игорь Иосифович Пятницкий (р. 1921).
- Сын — Владимир Иосифович Пятницкий (р. 1925) Участник Великой Отечественной войны, руководитель Петербургского общества «Мемориал», автор книг: «Осип Пятницкий и Коминтерн на весах истории»; «Заговор против Сталина»; «Казаки в Великой Отечественной войне 1941—1945 годов»; «Разведшкола № 005. История партизанского движения»; «Голгофа. по материалам архивно-следственного дела № 603 на Соколову-Пятницкую Ю. И.».